# Sepia madokai
Sepia madokai är en bläckfiskart som beskrevs av Adam 1939. Sepia madokai ingår i släktet Sepia och familjen Sepiidae. IUCN kategoriserar arten globalt som otillräckligt studerad. Inga underarter finns listade i Catalogue of Life.